# Nandala
Nandala  est une localité du nord de la Côte d'Ivoire qui se situe dans la Région des savanes. A l'extreme sud du département, elle se trouve à mi-chemin entre les villes de Seguela et Mankono.